# Desafío 2010: La lucha de las regiones, el brazalete dorado

Panamá, lugar donde se llevó a cabo el reality

Desafío: La Lucha de las Regiones, El Brazalete Dorado fue un reality show Colombiano  coproducido por Caracol Televisión y BE-TV, fue transmitido por primera vez el 16 de mayo del 2010.
En esta nueva temporada vuelven a ser seis regiones del país y de extranjeros, como en el desafío 2009, este además es la temporada que hace que un tema en especial llegue a ser repetido 3 veces, ya que el desafío 2009 y el desafío 2008 fueron de regiones, algo que nunca antes se había repetido, anteriormente los que habían tenido más repeticiones eran desafío 2004 y el desafío 2005 cuyo tema trataba sobre Celebridades, Sobrevivientes y Retadores.
En esta nueva temporada también cada región cuenta con seis participantes y se espera que cuatro de esas seis regiones sean eliminadas durante los capítulos 2, 3, 4 y 5; algo que no ocurrió en los pasados Desafíos.
Para esta temporada, los representantes de los equipos que son eliminados son escogidos mediante una prueba y no por elección del grupo, como ocurría anteriormente; además, serán dos los representantes de cada equipo eliminado, haciendo que esta temporada tenga un total de 20 participantes, más 1 participante adicional elegido de los concursantes previamente eliminados para completar el cupo de 21 participantes.

## Los Finalistas
| N.º | Finalistas          | Fase 1         | Fase 2         | Fase 3         | Fase 4 | Jugados | Puntos  |
| --- | ------------------- | -------------- | -------------- | -------------- | ------ | ------- | ------- |
| 1   | Eider Guerrero      | Santandereanos | Sobrevivientes | Sobrevivientes | Fusión |         |         |
| 2   | Jonathan Cure       | Costeños       | Costeños       | Costeños       | Fusión |         |         |
| 3   | Leonardo Flórez     | Paisas         | Paisas         | Sobrevivientes | Fusión |         |         |
| 4   | Natalia Rueda       | Paisas         | Paisas         | Costeños       | Fusión | 59      | 26/50   |
| 5   | William Vargas      | Emigrantes     | Sobrevivientes | Sobrevivientes | Fusión | 53      | 27.5/50 |
| 6   | Gina Daza           | Emigrantes     | Paisas         | Sobrevivientes | Fusión | 41      | 29/47   |
| 7   | Daniel Cortés       | Paisas         | Paisas         | Sobrevivientes | Fusión | 41      | 32/47   |
| 8   | Silvio Carrasquilla | Costeños       | Costeños       | Costeños       | Fusión | 44      | 19/46   |

- También valen las peleas en grupo.
- Por posición intermedia se otorga medio punto.
- Por desafío de salvación ganado hay 2 puntos.
- Por desafío final ganado hay 1 punto (solo en las etapas 2 y 3).
- Puntos ganados / puntos que podía ganar (último cuadro).

## Equipos

### Participantes
| Concursante                                               | Equipo         | Estado              | Total votos |
| --------------------------------------------------------- | -------------- | ------------------- | ----------- |
| Eliana Ardila 29, Lebrija, Santander                      | Sobrevivientes | Eliminado semana 1  | 6           |
| Karen Jiménez, 22, Bogotá                                 | Sobrevivientes | Eliminado semana 2  | 3           |
| Rambo Rueda, 37, Cañasgordas, Antioquia                   | Paisas         | Eliminado semana 3  | 0           |
| Angélica María Duque 20, Cartagena, Bolívar               | Costeños       | Eliminado semana 4  | 6           |
| Temístocles Savelli, 39, Cúcuta, Norte de Santander       | Sobrevivientes | Eliminado semana 5  | 2           |
| John Jairo Escobar, 33, Florida, Valle del Cauca          | Costeños       | Eliminado semana 6  | 5           |
| Dayana Martínez, 23, Jamundí, Valle del Cauca             | Sobrevivientes | Eliminado semana 7  | 1           |
| Bony Lim Rodríguez, 28, Barranquilla, Atlántico           | Costeños       | Eliminado semana 8  | 1           |
| Akemi Nakamura, 27, Medellín, Antioquia                   | Paisas         | Eliminado semana 9  | 1           |
| Carolina Jaramillo, 18, Medellín, Antioquia               | Paisas         | Eliminado semana 10 | 1           |
| Martha Maturana, 25, Barranquilla, Atlántico              | Costeños       | Eliminado semana 11 | 1           |
| Óscar Mahecha, 25, La Mesa, Cundinamarca                  | Sobrevivientes | Eliminado semana 12 | 1           |
| Emerson Eloy Vásquez, 36, Barranquilla, Atlántico         | Costeños       | Eliminado semana 13 | 1           |
| Silvio José Carrasquilla, 29, Turbaco, Bolívar            | Costeños       | 7º Finalista        | 1           |
| Daniel Alejandro Cortés, 27, Medellín, Antioquia          | Paisas         | 6º Finalista        | 1           |
| Gina Daza, 29, Cali, Valle del Cauca                      | Paisas         | 5º Finalista        | 1           |
| William Vargas, 28, Bucaramanga, Santander                | Sobrevivientes | 4º Finalista        | 1           |
| Natalia Rueda, 18, Urrao, Antioquia                       | Paisas         | 3.er Finalista      | 1           |
| Leonardo Flórez, 20, Betulia, Antioquia                   | Paisas         | 2º Finalista        | 1           |
| Johnatan Alfonso Cure, 22, San Andrés y Providencia       | Costeños       | 1.er Finalista      | 1           |
| Eider "Nativo" Guerrero, 23, El Tarra, Norte de Santander | Sobrevivientes | Ganador del Desafío | 0           |

### Representantes de cada equipo
| Cachacos                  | Costeños                    | Emigrantes                | Paisas                     | Santandereanos        | Vallecaucanos               |
| ------------------------- | --------------------------- | ------------------------- | -------------------------- | --------------------- | --------------------------- |
| Juliana Páez EG           | Angélica María DuqueE4      | Andrea NavarreteEG        | Akemi NakamuraE9           | Andrea CorreaEG       | Carlos Fernando AsprillaEG  |
| Karen JiménezE2           | Bony Lim RodríguezE8        | Elizabeth CardonaEG       | Carolina JaramilloE10      | Eider Guerrero        | Catalina ObandoEG           |
| Manuel RevillaEG          | Emerson Eloy VásquezE13     | Gina DazaE16              | Leonardo FloresE19         | Eliana ArdilaE1       | Christian Camilo ValenciaEG |
| Óscar MahechaE12          | Jonathan Cure SimondsE20    | Luis Felipe VélezEG       | Daniel Alejandro CortésE15 | Gabriel VargasEG      | Dayana MartínezE7           |
| Sandra BravoEG            | Martha MaturanaE11          | Marco Antonio HernándezEG | Luis Alfredo RuedaE3       | Temístocles SavelliE5 | John Jairo EscobarE6        |
| Tymothy Michael JanssenEG | Silvio José CarrasquillaE14 | William VargasE17         | Natalia RuedaE18           | Yoanglee EspinelEG    | Martha Isabel CifuentesEG   |

### Etapa 2
| Costeños                    | Paisas                     | Sobrevivientes        |
| --------------------------- | -------------------------- | --------------------- |
| Angélica María DuqueE4      | Akemi NakamuraE9           | Dayana MartínezE7     |
| Bony Lim RodríguezE8        | Carolina JaramilloE10      | Eider Guerrero        |
| Emerson Eloy VásquezE13     | Leonardo FloresE19         | Eliana ArdilaE1       |
| Silvio José CarrasquillaE14 | Daniel Alejandro CortésE15 | Karen JiménezE2       |
| Jonathan Cure SimondsE20    | Luis Alfredo RuedaE3       | Óscar MahechaE12      |
| Martha MaturanaE11          | Natalia RuedaE18           | William VargasE17     |
| John Jairo EscobarE6        | Gina DazaE16               | Temístocles SavelliE5 |

     Participante originalmente del equipo de los Vallecaucanos.
     Participante originalmente del equipo de los Santandereanos.
     Participante originalmente del equipo de los Cachacos.
     Participante originalmente del equipo de los Emigrantes.
- Temístocles Savelli fue elegido como nuevo integrante por los Sobreviventes
- John Jairo Escobar fue elegido por los costeños como su nuevo integrante
- Gina Daza fue elegida por los Paisas como su nueva integrante

### Etapa 3
| Costeños                    | Sobrevivientes              |
| --------------------------- | --------------------------- |
| Bony Lim RodríguezE8        | Eider Guerrero              |
| Emerson Eloy VásquezE13     | Óscar MahechaE12            |
| Martha MaturanaE11          | William VargasE17           |
| Silvio José CarrasquillaE14 | Akemi NakamuraE9            |
| Jonathan Cure SimondsE20    | Cristian Leonardo FlórezE19 |
| Carolina JaramilloE10       | Daniel Alejandro CortésE15  |
| Natalia RuedaE18            | Gina DazaE16                |

     Participante originalmente del equipo de los Paisas.
- Los Paisas perdieron la prueba de capitanes y fueron eliminados del juego, pero sus participantes fueron divididos en los costeños y los sobrevivientes.

### Etapa 4
| Fusión                      |
| --------------------------- |
| Eider Guerrero              |
| Jonathan CureE20            |
| Cristian Leonardo FloresE19 |
| Natalia RuedaE18            |
| William VargasE17           |
| Gina DazaE16                |
| Daniel Alejandro CortésE15  |
| Silvio José CarrasquillaE14 |

- Este equipo es el último equipo en la fase individual son un equipo pero aquí todos compiten contra todos.

## Desafío de Representación Regional
| Prueba                         | Fecha de Emisión    | Mujer Representante | Hombre Representante |
| ------------------------------ | ------------------- | ------------------- | -------------------- |
| Fuerza llevando una pesa       | 21 de mayo del 2010 | Gina Daza           | William Vargas       |
| Equilibrio, habilidad y fuerza | 23 de mayo del 2010 | Karen Jiménez       | Óscar Mahecha        |
| Relevos, agilidad              | 24 de mayo del 2010 | Eliana Ardila       | Eider Guerrero       |
| Fuerza, equilibrio             | 25 de mayo del 2010 | Dayana Martínez     | John Jairo Escobar   |

Elizabeth Cardona de Emigrantes no participó en la prueba por una lesión y fue eliminada.

## Desafíos Territoriales
| Semana | Playa Alta     | Playa Media    | Playa Baja     | Planchón del Desierto | Planchón del Desierto | Planchón del Desierto | Tipo de desafío |
| ------ | -------------- | -------------- | -------------- | --------------------- | --------------------- | --------------------- | --------------- |
| 1      | Paisas         | Santandereanos | Costeños       | Emigrantes            | Cachacos              | Vallecaucanos         | Etapas          |
| 2      | Costeños       | Paisas         | Sobrevivientes |                       |                       |                       | Ninguna         |
| 3      | Sobrevivientes | Paisas         | Costeños       |                       |                       |                       | Relevos         |
| 4      | Sobrevivientes | Paisas         | Costeños       |                       |                       |                       | Cofre           |
| 5      | Costeños       | Paisas         | Sobrevivientes |                       |                       |                       | Gladiadores     |
| 6      | Costeños       | Sobrevivientes | Paisas         |                       |                       |                       | Costal          |
| 7      | Costeños       | Sobrevivientes | Paisas         |                       |                       |                       | Canoa           |
| 8      | Paisas         | Sobrevivientes | Costeños       |                       |                       |                       | Parejas         |
| 9      | Sobrevivientes |                | Costeños       |                       |                       |                       | Capitanes       |
| 10     | Sobrevivientes |                | Costeños       |                       |                       |                       | Cubos           |
| 11     | Costeños       |                | Sobrevivientes |                       |                       |                       | Costales        |
| 12     | Sobrevivientes |                | Costeños       |                       |                       |                       | Aire            |
| 13     | Sobrevivientes |                | Costeños       |                       |                       |                       | Carreta         |
| 14     | Sobrevivientes |                | Costeños       |                       |                       |                       | Pruebas         |

## Desafíos de capitanes
Cada semana se hace una prueba de capitanes donde un representante de cada equipo se enfrenta a sus oponentes con el fin de ganar un premio de "una lámpara" que simboliza 20 millones de pesos que se acumula a lo largo del juego. Además el ganador obtiene la inmunidad de la semana.
| Etapa 1 | Etapa 1                | Etapa 1                | Etapa 1                  | Etapa 1              | Etapa 1                      | Etapa 1                      | Etapa 1         | Etapa 1         |
| Semana  | Representante Cachacos | Representante Costeños | Representante Emigrantes | Representante Paisas | Representante Santandereanos | Representante Vallecaucanos  | Tipo de desafío | Capitán Ganador |
| ------- | ---------------------- | ---------------------- | ------------------------ | -------------------- | ---------------------------- | ---------------------------- | --------------- | --------------- |
| 0       | Timothy Janssen        | Jonathan Cure          | Luis Felipe Vélez        | Daniel Cortés        | Eider Guerrero               | Christian Valencia           | Relevos         | Daniel Cortés   |
| Etapa 2 |                        |                        |                          |                      |                              |                              |                 |                 |
| Semana  | Representante Costeños | Representante Costeños | Representante Paisas     | Representante Paisas | Representante Sobrevivientes | Representante Sobrevivientes | Tipo de desafío | Capitán Ganador |
| 1       | Jonathan Cure          | Jonathan Cure          | Daniel Cortés            | Daniel Cortés        | Temístocles Savelli          | Temístocles Savelli          | Maderos         | Jonathan Cure   |
| 2       | Silvio Carrasquilla    | Silvio Carrasquilla    | Akemi Nakamura           | Akemi Nakamura       | Óscar Mahecha                | Óscar Mahecha                | Pesca Aire      | Óscar Mahecha   |
| 3       | Bony Rodríguez         | Bony Rodríguez         | Natalia Rueda            | Natalia Rueda        | Dayana Martínez              | Dayana Martínez              | Cola            | Natalia Rueda   |
| 4       | Emerson Vásquez        | Emerson Vásquez        | Leonardo Flores          | Leonardo Flores      | Eider Guerrero               | Eider Guerrero               | Obstáculos      | Leonardo Flores |
| 5       | John Jairo Escobar     | John Jairo Escobar     | Daniel Cortés            | Daniel Cortés        | William Vargas               | William Vargas               | Puntería        | Daniel Cortés   |
| 6       | Martha Maturana        | Martha Maturana        | Carolina Jaramillo       | Carolina Jaramillo   | Dayana Martínez              | Dayana Martínez              | Herramientas    | Dayana Martínez |
| 7       | Jonathan Cure          | Jonathan Cure          | Daniel Cortés            | Daniel Cortés        | William Vargas               | William Vargas               | Resistencia     | William Vargas  |

## Competencia por equipos
|  |  |  | Eider         | Inmune    | Inmune    | Salvado   | Gana      | Inmune    | Salvado   | Pierde    | Gana      | Pierde    | Gana      | Gana      | Pierde    | Gana      |  |  |  |  |  |  |  |  |  |  |  |  |  |  |  |  |  |  |  |
|  |  |  | Jonathan      | Salvado   | Salvado   | Gana      | Inmune    | Salvado   | Nominado  | Salvado   | Nominado  | Gana      | Inmune    | Pierde    | Gana      | Pierde    |  |  |  |  |  |  |  |  |  |  |  |  |  |  |  |  |  |  |  |
|  |  |  | Leonardo      | Gana      | Gana      | Nominado  | Salvado   | Gana      | Gana      | Gana      | Gana      | Inmune    | Gana      | Gana      | Nominado  | Gana      |  |  |  |  |  |  |  |  |  |  |  |  |  |  |  |  |  |  |  |
|  |  |  | Natalia       | Gana      | Gana      | Pierde    | Salvada   | Gana      | Gana      | Gana      | Inmune    | Gana      | Pierde    | Inmune    | Gana      | Nominada  |  |  |  |  |  |  |  |  |  |  |  |  |  |  |  |  |  |  |  |
|  |  |  | William       | Pierde    | Nominado  | Salvado   | Gana      | Pierde    | Salvado   | Inmune    | Gana      | Pierde    | Gana      | Gana      | Pierde    | Gana      |  |  |  |  |  |  |  |  |  |  |  |  |  |  |  |  |  |  |  |
|  |  |  | Gina          | Gana      | Gana      | Pierde    | Salvada   | Gana      | Gana      | Gana      | Gana      | Nominada  | Gana      | Gana      | Pierde    | Gana      |  |  |  |  |  |  |  |  |  |  |  |  |  |  |  |  |  |  |  |
|  |  |  | Daniel        | Gana      | Gana      | Inmune    | Salvado   | Gana      | Gana      | Gana      | Gana      | Pierde    | Gana      | Gana      | Inmune    | Gana      |  |  |  |  |  |  |  |  |  |  |  |  |  |  |  |  |  |  |  |
|  |  |  | Silvio        | Salvado   | Salvado   | Gana      | Pierde    | Salvado   | Inmune    | Salvado   | Pierde    | Gana      | Pierde    | Pierde    | Gana      | Inmune    |  |  |  |  |  |  |  |  |  |  |  |  |  |  |  |  |  |  |  |
|  |  |  | Emerson       | Salvado   | Salvado   | Gana      | Pierde    | Salvado   | Pierde    | Salvado   | Pierde    | Gana      | Pierde    | Nominado  | Gana      | Eliminado |  |  |  |  |  |  |  |  |  |  |  |  |  |  |  |  |  |  |  |
|  |  |  | Óscar         | Pierde    | Pierde    | Salvado   | Gana      | Nominado  | Salvado   | Nominado  | Gana      | Pierde    | Gana      | Gana      | Eliminado |           |  |  |  |  |  |  |  |  |  |  |  |  |  |  |  |  |  |  |  |
|  |  |  | Martha M.     | Salvada   | Salvada   | Gana      | Pierde    | Salvada   | Pierde    | Salvada   | Pierde    | Gana      | Nominada  | Eliminada |           |           |  |  |  |  |  |  |  |  |  |  |  |  |  |  |  |  |  |  |  |
|  |  |  | Carolina      | Gana      | Gana      | Pierde    | Salvada   | Gana      | Gana      | Gana      | Pierde    | Gana      | Eliminada |           |           |           |  |  |  |  |  |  |  |  |  |  |  |  |  |  |  |  |  |  |  |
|  |  |  | Akemi         | Gana      | Gana      | Pierde    | Salvada   | Gana      | Gana      | Gana      | Gana      | Eliminada |           |           |           |           |  |  |  |  |  |  |  |  |  |  |  |  |  |  |  |  |  |  |  |
|  |  |  | Bony          | Salvada   | Salvada   | Gana      | Pierde    | Salvada   | Pierde    | Salvada   | Eliminada |           |           |           |           |           |  |  |  |  |  |  |  |  |  |  |  |  |  |  |  |  |  |  |  |
|  |  |  | Dayana        | Pierde    | Pierde    | Salvada   | Gana      | Pierde    | Salvada   | Eliminada |           |           |           |           |           |           |  |  |  |  |  |  |  |  |  |  |  |  |  |  |  |  |  |  |  |
|  |  |  | John Jairo    | Salvado   | Salvado   | Gana      | Nominado  | Salvado   | Eliminado |           |           |           |           |           |           |           |  |  |  |  |  |  |  |  |  |  |  |  |  |  |  |  |  |  |  |
|  |  |  | Temístocles   | Pierde    | Pierde    | Salvado   | Gana      | Eliminado |           |           |           |           |           |           |           |           |  |  |  |  |  |  |  |  |  |  |  |  |  |  |  |  |  |  |  |
|  |  |  | Angélica      | Salvada   | Salvada   | Gana      | Eliminada |           |           |           |           |           |           |           |           |           |  |  |  |  |  |  |  |  |  |  |  |  |  |  |  |  |  |  |  |
|  |  |  | Rambo         | Gana      | Gana      | Eliminado |           |           |           |           |           |           |           |           |           |           |  |  |  |  |  |  |  |  |  |  |  |  |  |  |  |  |  |  |  |
|  |  |  | Karen         | Nominada  | Eliminada |           |           |           |           |           |           |           |           |           |           |           |  |  |  |  |  |  |  |  |  |  |  |  |  |  |  |  |  |  |  |
|  |  |  | Eliana        | Eliminada |           |           |           |           |           |           |           |           |           |           |           |           |  |  |  |  |  |  |  |  |  |  |  |  |  |  |  |  |  |  |  |
|  |  |  | Juliana       | Sin Cupo  |           |           |           |           |           |           |           |           |           |           |           |           |  |  |  |  |  |  |  |  |  |  |  |  |  |  |  |  |  |  |  |
|  |  |  | Manuel        | Sin Cupo  |           |           |           |           |           |           |           |           |           |           |           |           |  |  |  |  |  |  |  |  |  |  |  |  |  |  |  |  |  |  |  |
|  |  |  | Sandra        | Sin Cupo  |           |           |           |           |           |           |           |           |           |           |           |           |  |  |  |  |  |  |  |  |  |  |  |  |  |  |  |  |  |  |  |
|  |  |  | Timothy       | Sin Cupo  |           |           |           |           |           |           |           |           |           |           |           |           |  |  |  |  |  |  |  |  |  |  |  |  |  |  |  |  |  |  |  |
|  |  |  | Andrea N.     | Sin Cupo  |           |           |           |           |           |           |           |           |           |           |           |           |  |  |  |  |  |  |  |  |  |  |  |  |  |  |  |  |  |  |  |
|  |  |  | Elizabeth     | Sin Cupo  |           |           |           |           |           |           |           |           |           |           |           |           |  |  |  |  |  |  |  |  |  |  |  |  |  |  |  |  |  |  |  |
|  |  |  | Luis Felipe   | Sin Cupo  |           |           |           |           |           |           |           |           |           |           |           |           |  |  |  |  |  |  |  |  |  |  |  |  |  |  |  |  |  |  |  |
|  |  |  | Marco Antonio | Sin Cupo  |           |           |           |           |           |           |           |           |           |           |           |           |  |  |  |  |  |  |  |  |  |  |  |  |  |  |  |  |  |  |  |
|  |  |  | Andrea C.     | Sin Cupo  |           |           |           |           |           |           |           |           |           |           |           |           |  |  |  |  |  |  |  |  |  |  |  |  |  |  |  |  |  |  |  |
|  |  |  | Gabriel       | Sin Cupo  |           |           |           |           |           |           |           |           |           |           |           |           |  |  |  |  |  |  |  |  |  |  |  |  |  |  |  |  |  |  |  |
|  |  |  | Yoanglee      | Sin Cupo  |           |           |           |           |           |           |           |           |           |           |           |           |  |  |  |  |  |  |  |  |  |  |  |  |  |  |  |  |  |  |  |
|  |  |  | Carlos        | Sin Cupo  |           |           |           |           |           |           |           |           |           |           |           |           |  |  |  |  |  |  |  |  |  |  |  |  |  |  |  |  |  |  |  |
|  |  |  | Catalina      | Sin Cupo  |           |           |           |           |           |           |           |           |           |           |           |           |  |  |  |  |  |  |  |  |  |  |  |  |  |  |  |  |  |  |  |
|  |  |  | Christian     | Sin Cupo  |           |           |           |           |           |           |           |           |           |           |           |           |  |  |  |  |  |  |  |  |  |  |  |  |  |  |  |  |  |  |  |
|  |  |  | Martha I.     | Sin Cupo  |           |           |           |           |           |           |           |           |           |           |           |           |  |  |  |  |  |  |  |  |  |  |  |  |  |  |  |  |  |  |  |

     El participante gana el "Desafío de capitanes" y se convierte en el inmune de la semana.
     El participante gana junto a su equipo el desafío de salvación y el desafío final.
     El participante gana junto a su equipo el desafío de salvación, pero pierde el desafío final. Posteriormente va a juicio junto a su equipo y es salvado.
     El participante pierde junto a su equipo el desafío de salvación, posteriormente va a juicio junto a su equipo y es salvado.
     El participante pierde junto a su equipo el desafíos de salvación y/o finales, y es nominado por sus compañeros en el juicio, pero no es sentenciado al recibir menor cantidad de votos.
     El participante pierde junto a su equipo el desafíos de salvación y/o finales, y es sentenciado por sus compañeros en el juicio al desafío a muerte.
     El participante pierde junto a su equipo el desafíos de salvación y/o finales, es sentenciado por sus compañeros en el juicio al desafío a muerte y posteriormente es eliminado.

## Desafíos

### Supervivencia
| Semana | Ganadores      | Segundos       | Terceros      | Tipo de desafío |
| ------ | -------------- | -------------- | ------------- | --------------- |
| 0      | Paisas         | Emigrantes     |               | Pelotas         |
| 0      | Vallecaucanos  | Santandereanos |               | Baloncesto      |
| 0      | Costeños       | Cachacos       |               | Ataúdes         |
| 0      | Costeños       | Paisas         | Vallecaucanos | Relevos         |
| 8      | Sobrevivientes | Costeños       | Paisas        | Capitanes       |

### Salvación
| Semana | Equipo 1 | Equipo 2       | Equipo 3       | Tipo de desafío | Ganadores      |
| ------ | -------- | -------------- | -------------- | --------------- | -------------- |
| 1      | Paisas   | Costeños       | Sobrevivientes | Red             | Paisas         |
| 2      | Paisas   | Costeños       | Sobrevivientes | Ciegos          | Paisas         |
| 3      | Paisas   | Costeños       | Sobrevivientes | Frisby          | Costeños       |
| 4      | Paisas   | Costeños       | Sobrevivientes | Tronco          | Sobrevivientes |
| 5      | Paisas   | Costeños       | Sobrevivientes | Rompecabezas    | Paisas         |
| 6      | Paisas   | Costeños       | Sobrevivientes | Llaves          | Paisas         |
| 7      | Paisas   | Costeños       | Sobrevivientes | Relevos         | Paisas         |
| 8      | Costeños | Sobrevivientes |                | Palos           | Sobrevivientes |
| 9      | Costeños | Sobrevivientes |                | Domino          | Costeños       |
| 10     | Costeños | Sobrevivientes |                | Balones         | Sobrevivientes |
| 11     | Costeños | Sobrevivientes |                | Rompecabezas    | Sobrevivientes |
| 12     | Costeños | Sobrevivientes |                | Canoas          | Costeños       |
| 13     | Costeños | Sobrevivientes |                | Esposados       | Sobrevivientes |

### Final
| Semana | Equipo 1 | Equipo 2       | Tipo de desafío | Ganadores      |
| ------ | -------- | -------------- | --------------- | -------------- |
| 1      | Costeños | Sobrevivientes | Perseguidos     | Costeños       |
| 2      | Costeños | Sobrevivientes | Lucha           | Costeños       |
| 3      | Paisas   | Sobrevivientes | Escalera        | Sobrevivientes |
| 4      | Costeños | Paisas         | Relevos         | Paisas         |
| 5      | Costeños | Sobrevivientes | Lodo            | Costeños       |
| 6      | Costeños | Sobrevivientes | Cuerda          | Sobrevivientes |
| 7      | Costeños | Sobrevivientes | Rodillo         | Costeños       |

## Juicios, Pruebas de Eliminación, Prueba Final y Gran Final
| Fecha de Emisión        | Prueba                                | Juzgados                              | Salvado Prueba                        | Jueces                                | Prueba a Muerte                       | 1.er Sentenciado                      | 2.º Sentenciado                       | Eliminado            |
| ----------------------- | ------------------------------------- | ------------------------------------- | ------------------------------------- | ------------------------------------- | ------------------------------------- | ------------------------------------- | ------------------------------------- | -------------------- |
| 30 de mayo de 2010      | Equilibrio                            | Sobrevivientes                        | Eider Guerrero                        | Paisas                                | Hielo                                 | Eliana Ardila                         | Karen Jiménez                         | Eliana Ardila        |
| 6 de junio de 2010      | Resistencia                           | Sobrevivientes                        | Eider Guerrero                        | Paisas                                | Clavos                                | Karen Jiménez                         | William Vargas                        | Karen Jiménez        |
| 13 de junio de 2010     | Balones                               | Paisas                                | Daniel Cortés                         | Costeños                              | Rompecabezas                          | Leonardo Flores                       | Luis Alfredo Rueda                    | Luis Alfredo Rueda   |
| 20 de junio de 2010     | Esposados                             | Costeños                              | Jonathan Cure                         | Sobrevivientes                        | Operación                             | Angélica María Duque                  | John Jairo Escobar                    | Angélica María Duque |
| 27 de junio de 2010     | Agua                                  | Sobrevivientes                        | Eider Guerrero                        | Paisas                                | Caliente                              | Temístocles Savelli                   | Óscar Mahecha                         | Temístocles Savelli  |
| 4 de julio de 2010      | Puntería                              | Costeños                              | Silvio Carrasquilla                   | Paisas                                | Pesas                                 | John Jairo Escobar                    | Jonathan Cure                         | John Jairo Escobar   |
| 11 de julio de 2010     | Monedas                               | Sobrevivientes                        | William Vargas                        | Paisas                                | Hormigas                              | Óscar Mahecha                         | Dayana Martínez                       | Dayana Martínez      |
| Etapa 3                 |                                       |                                       |                                       |                                       |                                       |                                       |                                       |                      |
| Fecha de Emisión        | Prueba                                | Juzgados                              | Salvado Prueba                        | Jueces                                | Prueba a Muerte                       | 1.er Sentenciado                      | 2.º Sentenciado                       | Eliminado            |
| 15 de julio de 2010     | Encadenados                           | Costeños                              | Natalia Rueda                         | Sobrevivientes                        | Argollas                              | Jonathan Cure                         | Bony Lim Rodríguez                    | Bony Lim Rodríguez   |
| 19 de julio de 2010     | Túneles                               | Sobrevivientes                        | Leonardo Flores                       | Costeños                              | Argollas                              | Akemi Nakamura                        | Gina Daza                             | Akemi Nakamura       |
| 23 de julio de 2010     | Pelotas                               | Costeños                              | Jonathan Cure                         | Sobrevivientes                        | Totem                                 | Martha Maturana                       | Carolina Jaramillo                    | Carolina Jaramillo   |
| 27 de julio de 2010     | Ciegos                                | Costeños                              | Natalia Rueda                         | Sobrevivientes                        | Esfera                                | Martha Maturana                       | Emerson Eloy Vásquez                  | Martha Maturana      |
| 2 de agosto de 2010     | Resistencia                           | Sobrevivientes                        | Daniel Cortés                         | Costeños                              | Cajones                               | Leonardo Flores                       | Óscar Mahecha                         | Óscar Mahecha        |
| 6 de agosto de 2010     | Fichas                                | Costeños                              | Silvio Carrasquilla                   | Sobrevivientes                        | Resistencia                           | Emerson Eloy Vásquez                  | Natalia Rueda                         | Emerson Eloy Vásquez |
| Etapa 4                 |                                       |                                       |                                       |                                       |                                       |                                       |                                       |                      |
| Fecha de Emisión        | Prueba                                | 1.er Ganador                          | 1.er Ganador                          | 2.º Ganador                           | 2.º Ganador                           | 1.er Sentenciado                      | 2.º Sentenciado                       | Eliminado            |
| 11 de agosto de 2010    | Puertas                               | Eider Guerrero                        | Eider Guerrero                        | Leonardo Flórez                       | Leonardo Flórez                       | Silvio Carrasquilla                   | William Vargas                        | Silvio Carrasquilla  |
| 17 de agosto de 2010    | Cofre                                 | William Vargas                        | William Vargas                        | Eider Guerrero                        | Eider Guerrero                        | Jonathan Cure                         | Daniel Cortés                         | Daniel Cortés        |
| 20 de agosto de 2010    | Escaleras                             | Jonathan Cure                         | Jonathan Cure                         | William Vargas                        | William Vargas                        | Gina Daza                             | Natalia Rueda                         | Gina Daza            |
| 27 de agosto de 2010    | Cuerda                                | Leonardo Flores                       | Leonardo Flores                       | Eider Guerrero                        | Eider Guerrero                        | William Vargas                        | Jonathan Cure                         | William Vargas       |
| 1 de septiembre de 2010 | Brújula                               | Jonathan Cure                         | Jonathan Cure                         | Leonardo Flores                       | Leonardo Flores                       | Eider Guerrero                        | Natalia Rueda                         | Natalia Rueda        |
| Prueba Final            |                                       |                                       |                                       |                                       |                                       |                                       |                                       |                      |
| Fecha de Emisión        | Prueba                                | 1.er Finalista                        | 1.er Finalista                        | 1.er Finalista                        | 2.º Finalista                         | 2.º Finalista                         | 2.º Finalista                         | Eliminado            |
| 3 de septiembre de 2010 | Habilidades                           | Jonathan Cure                         | Jonathan Cure                         | Jonathan Cure                         | Eider Guerrero                        | Eider Guerrero                        | Eider Guerrero                        | Leonardo Flores      |
| Gran Final              |                                       |                                       |                                       |                                       |                                       |                                       |                                       |                      |
| Fecha de Emisión        | Ganador elegido por votación nacional | Ganador elegido por votación nacional | Ganador elegido por votación nacional | Ganador elegido por votación nacional | Ganador elegido por votación nacional | Ganador elegido por votación nacional | Ganador elegido por votación nacional | Eliminado            |
| 7 de septiembre de 2010 | Eider Guerrero                        | Eider Guerrero                        | Eider Guerrero                        | Eider Guerrero                        | Eider Guerrero                        | Eider Guerrero                        | Eider Guerrero                        | Jonathan Cure        |